# Гауден, Джон
Джон Гауден (англ. John Gauden; 1605 — 23 мая 1662) — английский богослов, епископ эксетерский и затем ворчестерский, писатель, автор значимого роялистского сочинения «Образ королевский» (англ. Eikon Basilike).
Когда вспыхнула междоусобная война, Гауден был домовым капелланом у графа Варвика, одного из парламентских лидеров, и был избран в 1640 году для произнесения проповеди перед палатой общин. Епископскую кафедру он получил только после реставрации (1660).
Вопрос об авторстве «Eicon basilike» (сочинения, изображающего настроение Карла I в заключении перед казнью во время английской революции и вызвавшего сильный энтузиазм в среде роялистов), на которое Гауден заявлял притязание в письмах, написанных лорду-канцлеру Кларендону и графу Бристолю, ещё в начале XX века оставался открытым, так как в документах были свидетельства и за, и против, да и подлинность некоторых документов оспаривалась. Сразу после выхода «Eicon basilike» роялистская партия настаивала на авторстве самого короля, между тем как родственники Гаудена доказывали принадлежность ему этого сочинения.
Умер 23 мая 1662 года, похоронен в Вустерском (ворчестерском) соборе (англ. Worcester Cathedral).